# Gazda Klára
Gazda Klára (Zalán, 1944. szeptember 4. –) erdélyi magyar muzeológus, néprajzkutató, egyetemi oktató. Gazda László helytörténész és Gazda József szociográfus húga.

## Életútja
Római katolikus tisztviselő családban született. A középiskolát Sepsiszentgyörgyön végezte, a Babeș–Bolyai Tudományegyetemen magyar nyelv és irodalom szakos tanári diplomát szerzett (1967), a budapesti Eötvös Loránd Tudományegyetemen néprajzból doktorált (1976). Egy évig a csíkcsicsói általános iskolában tanított. 1968-tól 1991-ig a Sepsiszentgyörgyi Megyei Múzeum muzeológusa, 1991-től a BBTE magyar nyelv és kultúra tanszékén adjunktus.

### Családja
Férje Demény István Pál volt.

## Munkássága
Első írását a Megyei Tükör közölte (1968), néprajzi tárgyú közléseivel a Korunk, Művelődés, A Hét, Megyei Tükör, Falvak Dolgozó Népe, Ifjúmunkás, Jóbarát hasábjain szerepelt, szaktanulmányait az Aluta közölte (Figurális kályhacsempék a Sepsiszentgyörgyi Múzeum gyűjteményében. 1969; Adatok a sepsiszentkirályi gyűjtögető gazdálkodáshoz. 1970; Felsőrákosi székely népviselet. 1971; Pásztorkodás az esztelneki gyermek életében. 1974–75; Bodzaforduló népi árucseréje. 1976–77; Családi munkamegosztás Felsőrákoson. 1980; Az esztelneki gyermekjátékok romániai párhuzamai. 1981). A László Ferenc régész-muzeológusnak szentelt emlékkönyvben (Táj és tudomány. 1978) a néprajztudóst mutatta be. A gyermekélet néprajzával úttörő munkát végzett a magyar néprajztudományban.

## Főbb művei
- Gyermekvilág Esztelneken (néprajzi monográfia, Haáz Sándor rajzaival, 1980)
- Zsuzsi és Andris népviseletben. Kiállítás a sepsiszentgyörgyi Székely Nemzeti Múzeum anyagából; katalógusszerk. Gazda Klára; Helyőrségi Klub, Veszprém, 1991
- Székelyek ünneplőben : színek és formák a székelyföldi népviseletben. Haáz Sándorral. Budapest : Planétás, 1998. 232 p. ill.
- A székely népviselet. Budapest : Akadémiai Kiadó, 1998. 211, [18] p. ill.
- Közösségi tárgykultúra  – művészeti hagyomány. Kolozsvár : Krizsa János Néprajzi Társaság BBTE Magyar Néprajz és Antropológia Tanszék, 2008. 461 p. ill.
- Magyar népi kultúra. Alapfogalmak, folklór, anyagi kultúra. Tankönyv; szerk. Keszeg Vilmos; 2. jav. kiad.; Ábel, Kolozsvár, 2008
- Szöveggyűjtemény a Magyar népi kultúra tankönyvhöz; összeáll. Gazda Klára et al.; Ábel, Kolozsvár, 2008
- Nyiss kaput, új bíró! Népi játékok szimbolikus üzenete; Kriza János Néprajzi Társaság, Kolozsvár, 2017 (Kriza könyvek)

## Szerkesztéseiből
- Tanulmányok Szentimrei Judit 85. születésnapjára. A Kriza János Néprajzi Társaság 14. évkönyve; szerk. Gazda Klára, Tötszegi Tekla; Kriza János Néprajzi Társaság, Kolozsvár, 2006

## Társasági tagság
- Kriza János Néprajzi Társaság (egyik alapító tagja, 1990-)